# Jüdischer Friedhof (Volary)

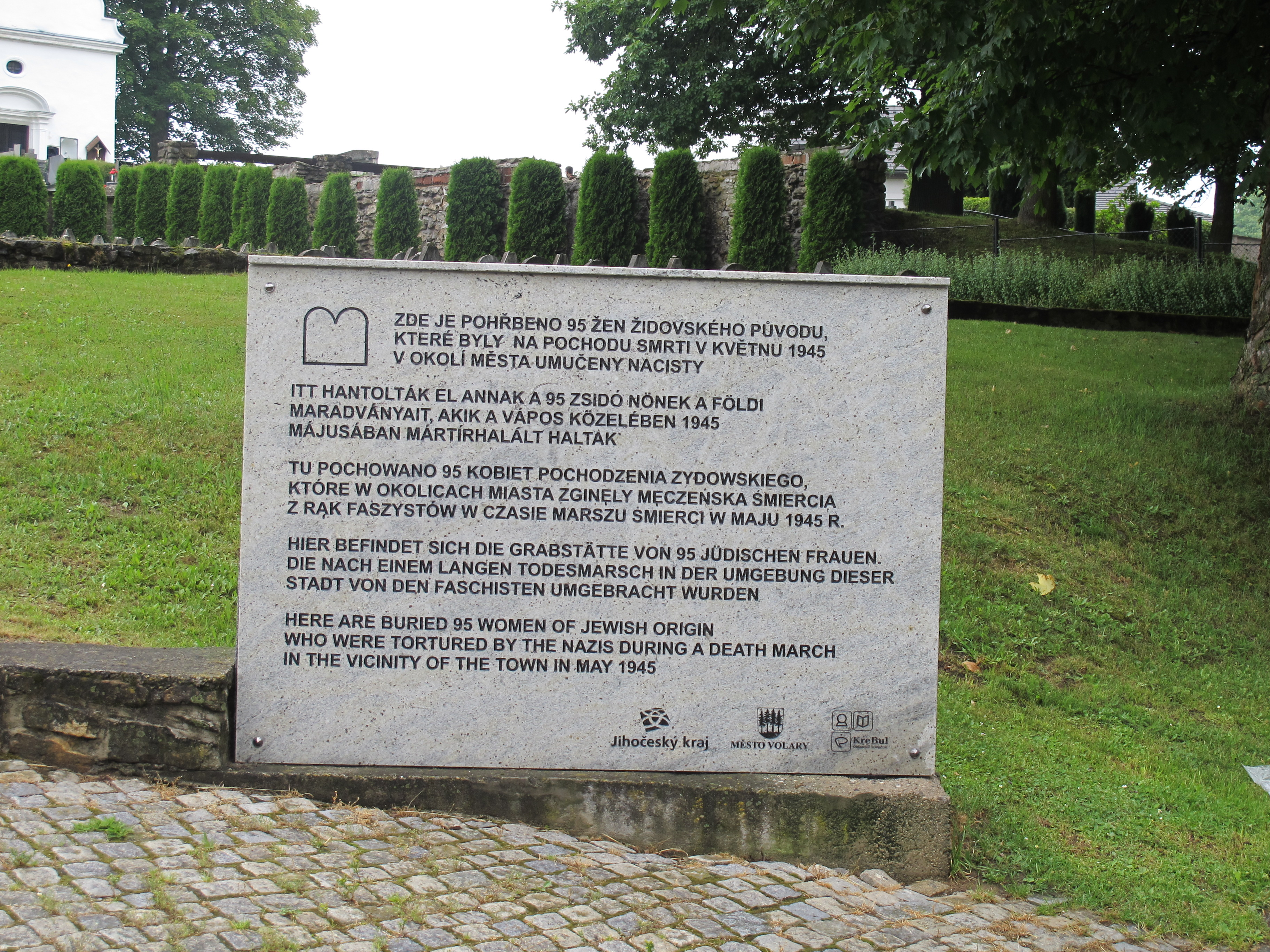
Gedenktafel auf dem jüdischen Friedhof in Volary

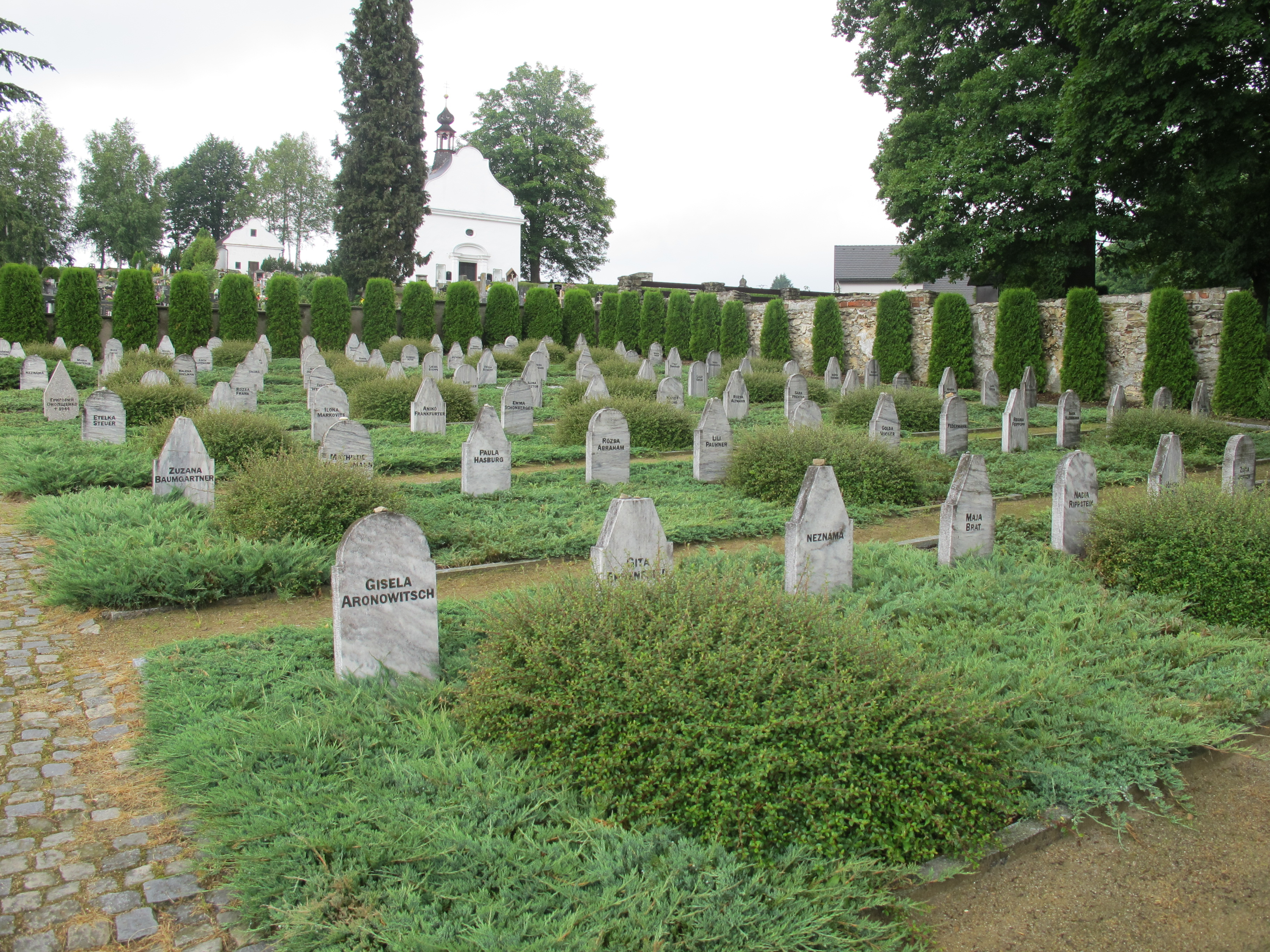
Ansicht des Friedhofs

Der Jüdische Friedhof in Volary (deutsch Wallern),  einer tschechischen Stadt im Okres Prachatice der Südböhmischen Region, wurde 1945 errichtet. Der jüdische Friedhof ist ein geschütztes Kulturdenkmal.
Auf dem Friedhof wurden 95 jüdische Frauen bestattet, die nach einem langen Todesmarsch vom KZ-Außenlager Helmbrechts starben bzw. ermordet wurden. Die Grabsteine sind einheitlich gestaltet.